# Kulturdarwinismus
Mit Kulturdarwinismus wird die Übertragung bzw. Einschränkung des Sozialdarwinismus auf kulturelle Bereiche bezeichnet. 
Im interkulturellen Zusammenhang wird Kulturdarwinismus von Kritikern als Begriff für die Rechtfertigung kolonialistischer Bestrebungen als "naturgemäßem Überlebenskampf" verschiedener Kulturen verwendet (siehe auch Rassismus und Rassentheorien). Die heutige Diskussion um den "Clash of Culture" steht, zumindest teilweise, in dieser Tradition (Siehe auch Kampf der Kulturen (Clash of civilizations) nach Samuel P. Huntington).
Innerkulturell wird der Begriff im Zusammenhang mit einer durch Mittelkürzungen von außen aufgezwungenen Konkurrenzsituation unter kulturellen Einrichtungen verwendet.
Ein Beispiel: „Es ist ein fatales, aber vielleicht gewolltes kulturpolitisches Signal, wenn auf diese Weise die Staatsoper gegen die Zeitgenössische Oper Berlin ausgespielt wird. Diese Art von Kulturdarwinismus bedeutet eine verheerende Verrohung des geistigen Klimas in dieser Stadt.“ (Aus einem offenen Brief von Andreas Rochholl, dem künstlerischen Leiter der Zeitgenössischen Oper Berlin, an den Regierenden Bürgermeister Klaus Wowereit, 2002)